# Sergia umitakae
Sergia umitakae is een tienpotigensoort uit de familie van de Sergestidae. De wetenschappelijke naam van de soort is voor het eerst geldig gepubliceerd in 1995 door Hashizume & Omori.